# Giovanni Luca Raimondi
Giovanni Luca Raimondi (Cernusco sul Naviglio, 22 de novembro de 1966) é um clérigo católico romano italiano e nomeado bispo auxiliar em Milão.

## Vida
Giovanni Luca Raimondi participou primeiro do seminário para meninos e depois estudou no seminário da Arquidiocese de Milão, em Venegono Inferiore. Em 13 de junho de 1992, ele recebeu o sacramento da ordenação da Arquidiocese de Milão.
Após a ordenação, ele trabalhou em várias congregações de pastoral, mais recentemente de 2008 a 2018 como clérigo sênior da comunidade de pastoral de Bernareggio . Desde 2018, ele foi bispo vigário da zona de cuidado pastoral IV da Arquidiocese de Milão, com sede em Rho .
O Papa Francisco o nomeou Bispo Titular de Feradi Maius e Bispo Auxiliar em Milão, a maior diocese do mundo em 30 de abril de 2020 .
Raimondi ficou famoso além da Itália quando apareceu entre os copresidentes na Eucaristia de Francisco em março de 2017, em Monza. Usando uma boina xadrez e uma alva com mangas arregaçadas, ele fez o sinal "diabólico" diante das câmeras da mídia antes do início do evento. Os jornais falavam sobre um "infiltrador". A foto se tornou viral.
Mais tarde, pregando sobre si mesmo durante uma homilia, ele revelou que era ele que estava na foto e que havia feito o sinal para uma mulher de sua paróquia que o reconheceu e, de brincadeira, continuava pedindo seu chapéu [ridículo].
Depois, ele continuou pregando sobre "abrir-se para as diferenças" [desde que não sejam católicas].